# 목포 근대역사문화공간

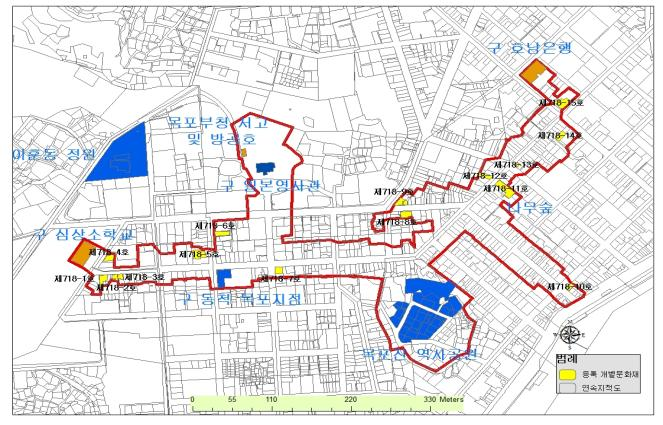
문화재 지정 영역을 보여주는 지도.

목포 근대역사문화공간은 대한민국 목포시 일대의 문화 자원 집적 장소로 대한제국 개항기에 목포 해관 설치에 따른 근대기 통상 항만의 역사와 일제강점기를 거쳐 해방 이후까지의 생활사적 모습을 동시에 보여주는 장소이다. 2018년 8월 6일 대한민국의 국가등록문화재 제718호로 지정되었다.

## 개요
｢목포 근대역사문화공간｣은 대한제국 개항기에 '목포 해관' 설치에 따른 근대기 통상 항만의 역사와 일제강점기를 거쳐 해방 이후까지의 생활사적 모습을 동시에 보여주는 장소로서 근현 대를 관통하는 목포의 역사문화와 생활의 변천사를 알 수 있는 보존과 활용할 가치가 우수한 지역이다.

## 세부 목록
| 번호       | 번호       | 그림 | 명칭                          | 건립 년도                       | 수량·규모                                    |
| ---------- | ---------- | ---- | ----------------------------- | ------------------------------- | -------------------------------------------- |
| 제718호    | 제718호    |      | 목포 근대역사문화공간         |                                 | 114,038m2 (602필지)                          |
| 개별문화재 | 제718-1호  |      | 목포 번화로 일본식가옥-1      | 1935년                          | 1동/지상2층 건축면적90.24m2 연면적122.63m2   |
| 개별문화재 | 제718-2호  |      | 목포 번화로 일본식가옥-2      | 1935년                          | 1동/지상1층 건축면적 41.32m2 연면적 41.32m2  |
| 개별문화재 | 제718-3호  |      | 목포 번화로 일본식가옥-3      | 1935년                          | 1동/지상2층 건축면적 94.88m2 연면적 107.11m2 |
| 개별문화재 | 제718-4호  |      | 목포 영산로 일본식가옥        | 1937년                          | 1동/지상2층 건축면적77.69m2 연면적100.83m2   |
| 개별문화재 | 제718-5호  |      | 구 목포부립병원 관사          | 1920년대                        | 1동/지상2층 건축면적199.33m2 연면적244.94m2  |
| 개별문화재 | 제718-6호  |      | 구 목포 일본기독교회          | 1922년                          | 1동/지상1층 건축면적142.23m2 연면적142.23m2  |
| 개별문화재 | 제718-7호  |      | 목포 번화로 일본식 상가주택-1 | 1935년                          | 1동/지상2층 건축면적61.15m2 연면적99.16m2    |
| 개별문화재 | 제718-8호  |      | 목포 해안로 일본식 상가주택   | 1935년                          | 1동/지상2층 건축면적121.55m2 연면적210.79m2  |
| 개별문화재 | 제718-9호  |      | 목포 해안로 교차로 상가주택   | 1962년                          | 1동/지상2층 건축면적158.68 연면적 290.91     |
| 개별문화재 | 제718-10호 |      | 목포 부두 근대상가주택        | 1949년                          | 1동/지상2층 건축면적62.15m2 연면적106.45m2   |
| 개별문화재 | 제718-11호 |      | 구 동아부인상회 목포지점      | 1935년                          | 1동/지상2층 건축면적120.66m2 연면적241.32m2  |
| 개별문화재 | 제718-12호 |      | 목포 번화로 일본식 상가주택-2 | 1927년                          | 1동/지상2층 건축면적86.28m2 연면적122.97m2   |
| 개별문화재 | 제718-13호 |      | 목포 번화로 일본식 상가주택-3 | 1949년                          | 1동/지상2층 건축면적59.4m2 연면적97.42m2     |
| 개별문화재 | 제718-14호 |      | 목포 해안로 붉은 벽돌창고     | 일제강점기 (1964년 소유자 등록) | 1동/지상1층 건축면적105.79m2 연면적105.79m2  |
| 개별문화재 | 제718-15호 |      | 구 목포 화신연쇄점            | 1935년                          | 1동/지상2층 건축면적210.74m2 연면적 411.3m2  |

## 참고 자료
- 목포 근대역사문화공간 - 국가유산청 국가유산포털